# Abraxas elaioides
Abraxas elaioides är en fjärilsart som beskrevs av Eugen Wehrli 1931. Abraxas elaioides ingår i släktet Abraxas och familjen mätare. Inga underarter finns listade i Catalogue of Life.